# Campeonato Carioca de Futebol de 1921
O Campeonato Carioca de Futebol de 1921 foi a 17.ª edição da principal divisão do futebol no Rio de Janeiro. A disputa começou em 3 de abril de 1921 e terminou em 2 de outubro de 1921, foi organizada pela Liga Metropolitana de Desportos Terrestres (LMDT). O campeão desta edição foi o Flamengo, que conquistou o seu quarto título carioca e seu segundo bicampeonato.

## Série A da 1ª Divisão

### Clubes participantes
Esses foram os clubes participantes:
- América Football Club, do bairro da Tijuca, Rio de Janeiro
- Andarahy Athletico Club, do bairro de Vila Isabel, Rio de Janeiro
- Bangu Athletic Club, do bairro de Bangu, Rio de Janeiro
- Botafogo Football Club, do bairro de Botafogo, Rio de Janeiro
- Club de Regatas do Flamengo, do bairro do Flamengo, Rio de Janeiro
- Fluminense Football Club, do bairro das Laranjeiras, Rio de Janeiro
- São Christóvão Athletico Club, do bairro de São Cristóvão, Rio de Janeiro

### Classificação final
| Pos | Time          | PG | J  | V | E | D | GP | GS | SG  |
| --- | ------------- | -- | -- | - | - | - | -- | -- | --- |
| 1   | Flamengo      | 17 | 13 | 6 | 5 | 2 | 35 | 25 | +10 |
| 2   | America       | 15 | 13 | 6 | 3 | 4 | 29 | 27 | +2  |
| 3   | Bangu         | 12 | 12 | 4 | 4 | 4 | 22 | 25 | -3  |
| 3   | Andarahy      | 12 | 12 | 5 | 2 | 5 | 22 | 28 | -6  |
| 5   | Botafogo      | 11 | 12 | 4 | 3 | 5 | 21 | 17 | +4  |
| 5   | São Cristóvão | 11 | 12 | 4 | 3 | 5 | 16 | 21 | -5  |
| 7   | Fluminense    | 8  | 12 | 3 | 2 | 7 | 22 | 24 | -2  |

## Série B da 1ª Divisão

### Clubes participantes
Esses foram os clubes participantes:
- Americano Football Club, do bairro do Engenho de Dentro, Rio de Janeiro
- Carioca Football Club, do bairro do Jardim Botânico, Rio de Janeiro
- Club de Regatas Vasco da Gama, do bairro de São Cristóvão, Rio de Janeiro
- Palmeiras Atlético Clube, do bairro de São Cristóvão, Rio de Janeiro
- Sport Club Mackenzie, do bairro do Méier, Rio de Janeiro
- Sport Club Mangueira, do bairro da Tijuca, Rio de Janeiro
- Villa Isabel Futebol Clube, do bairro de Vila Isabel, Rio de Janeiro

## Artilheiros da 1ª Divisão
- Sylvio Moreira “Cecy” (Villa Isabel), 15 gols
- Welfare (Fluminense), 12
- Nonô (Flamengo) e Waldemar (Villa Isabel), 11
- Chiquinho (América) e Mathias (Mackenzie), 10
- Machado (Fluminense), Gilabert (Andarahy) e Pires (Vasco), 9
- Petiot (Botafogo) e Henrique (Villa Isabel), 8
- Muniz (América), Dutra (Vasco), Mário (Villa Isabel), Braz de Oliveira (Carioca), Candiota e Junqueira (Flamengo), 7
- Riva (Botafogo), Pastor e Nonô (Bangu), 6
- Gilberto (América), Raul e Nicanor Rosas “Baiano” (São Cristóvão), 5

Fontes: Jornal do Brasil e O Paiz.

## Campeões
1ª Divisão
- Série A – Flamengo
- Série B – Villa Isabel

Obs: Não houve a partida entre Flamengo e Villa Isabel porque o Villa Isabel perdeu para o Fluminense (último colocado da série A) por 3 a 1. Com a vitória do Fluminense confirmou o campeonato da cidade para o Flamengo.

### Prova eliminatória da série A
| 7 de setembro | Fluminense                  | 3 – 1 | Villa Isabel | Botafogo, Rio de Janeiro   |
|               | Welfare · Machado , Welfare |       | Cecy         | Árbitro: Virgílio Fedrighi |

Com esta vitória, o Fluminense garantiu sua permanência na Série A do Carioca de 1922 e acabou com a necessidade da partida entre Flamengo e Villa Isabel, campeões das Séries A e B, respectivamente. O Flamengo, portanto, foi declarado campeão carioca.
2ª Divisão
- Série A – Rio de Janeiro
- Série B – Bonsucesso

25 de setembro – Bonsucesso 3 x 2 Rio de Janeiro.
Fontes: Jornal do Brasil e O Paiz.
| Campeonato Carioca de 1921     |
| Rio de Janeiro                 |
| ------------------------------ |
| FLAMENGO Bicampeão (4º título) |